# Мисия на Европейския съюз за погранична помощ на Молдова и Украйна

### Демократично управление
Статус на проекта: Активен
Продължителност: 30 ноември 2005 – 30/11/2015
Адрес: 13, Uyutnaya Str., Odessa, Ukraine
Телефон:
+38 (048) 236 52 72
Официална уебстраница:
www.eubam.org
e-mail:
press@eubam.org

## ОСНОВНИ ЦЕЛИ
- Работа с властите на Молдова и Украйна за хармонизиране на техните гранични стандарти и процедури с онези, които преобладават в страните-членки на ЕС.
- Повишаване на професионалния капацитет на молдовските и украинските митническите и граничните служби на оперативно равнище.
- Подобряване на сътрудничеството между граничната охрана и митническите служби и с други правоприлагащи органи, както и да се улесни трансграничното и международно сътрудничество.
- Насърчаване изграждането на доверие и допринасяне за мирно уреждане на конфликта в Приднестровието.
- Ангажиране с гражданското общество и подкрепа на партньорски служби за борба с корупцията и добри правителствени мерки.

## ИСТОРИЯ
Мисията на ЕС за съдействие в областта на граничния контрол в Молдова и Украйна (EUBAM) стартира на 30.ноември 2005 г. след искане, направено съвместно от страна на президентите на Република Молдова и Украйна към Европейската комисия. Налице е широка незаконна трансгранична дейност, включваща трафик на хора, контрабанда и друга незаконна търговия, която се случва по протежението на Молдовско/Украинската граница – дълга 1’222 км. Явление, подпомогнато от отцепническия регион на Приднестровието в Молдова (който непосредствено следва 454 км от същата граница), над който правителството на Молдова няма никакъв контрол. В резултат на това двете правителства губят значителни суми, борейки се срещу организираната престъпност.
Изцяло финансирани от Европейския съюз в рамките на Европейската политика за съседство и партньорство, както и с Програмата за развитие на Организацията на обединените нации (UNDP), която действа като изпълняващ партньор, EUBAM е консултативен технически орган с мандат за подобряване на капацитета за управление на границите – граничната охрана и митническите органи и други правоприлагащи органи и държавни агенции на Молдова и Украйна. Предлагайки всестранна подкрепа и уповавайки се на най-добрите практики на ЕС от централата си в Одеса и шест местни служби от двете страни на общата Молдовско / Украинска граница, EUBAM предвижда, че граничните и митническите процедури и стандарти в Молдова / Украйна в крайна сметка ще отразяват тези, преобладаващи в Европейския съюз.
В по-широк контекст и в рамките на Европейската политика за съседство, EUBAM е уникален инструмент, чрез които ЕС се стреми от една страна да се насърчи движението на законната търговия и пътуванията, и от друга страна, да гарантира сигурността на своите граждани и да се справи с престъпността.
EUBAM има бюджет от € 21 милиона (2011 – 13) и персонал от около 100 командировани служители от държавите членки на ЕС, както и 126 служители от Молдова и Украйна. Меморандум за разбирателство, подписан от Европейската комисия, правителството на Молдова, и правителството на Украйна в края на 2005 г. е правната основа на EUBAM, докато Консултативен съвет, който заседава два пъти годишно – действа като орган на управление на Мисията. Шестте основни съкровени ценности на Мисията са неутралност, партньорство, надеждност, резултати, обслужване и прозрачност. Мандатът на мисията вече е бил удължаван три пъти (през 2007, 2009 и 2011), с настоящия мандат, изтичащ на 30 ноември 2015.

## КОИ СА EUBAM?
EUBAM се състои от повече от 200 служители – около 100 командировани и наетия персонал от държави членки на ЕС, 126 служители поданици на Молдова и Украйна. Експертите от държавите членки на ЕС обикновено имат опит в граничната охрана, митническите услуги или полицейските сили в родните си страни; много от тях са командировани от своите правителства да служат мандатно в Мисията.
Като професионалисти отдадени на подкрепата на партньорските служби на Република Молдова и Украйна, и като посланици на Европейския съюз, целият персонал на EUBAM се придържа към основните ценности на неутралност, партньорство, надеждност, резултати, обслужване и прозрачност на Mисията.
Повечето от висшето ръководство на EUBAM, ръководителите на секции и административните служители работят от централата на Мисията в Одеса, пристанищен град в южната част на Украйна. По-голямата част от командированите гранични и митнически експерти, междувременно са базирани в една от шестте местни служби в Района на Отговорност на Мисията (AоR): три в Украйна, и три Молдова. В допълнение, Мисията вече има Бюро за свръзка в Кишинев, Молдова.

## МАНДАТЪТ
Сътрудничеството между Мисията и нейните молдовски и украински партньори се очертава в Меморандума за Разбирателство (МР – the MoU), подписан на 7 октомври 2005. Меморандумът за Разбирателство предвижда мандата, механизмите за координация и статута на Мисията, помощта, правните отговорности и продължителността на Мисията. Въпреки че подкрепящата/консултативна роля на EUBAM предоставя определени привилегии, тя не разполага с изпълнителни правомощия. Освен това, въпреки че политическата нестабилност в Приднестровската част от Молдова изиграва централна роля в създаването на Мисията, тя не се намесва на политическо ниво и не играе пряка роля в какъвто и да е политически процес. Независимо от това, EUBAM се надява, че подкрепата, която може да предложи на техническо/консултативно ниво, и подкрепяйки мерките за изграждане на доверие, ще допринесе значително за евентуалното уреждане на конфликта.

## ТЯХНАТА МИСИЯ
- Да се допринесе за повишаване на капацитета на митническото управление на общата граница и възможностите на Молдова и Украйна да се борят срещу трансграничната и организираната престъпност и да се доближат стандартите на граничните и правоприлагащите органи до тези на ЕС.
- Съдействие за Молдова и Украйна в изпълнение на техните ангажименти съгласно плановете на Европейската Политика за Съседство и споразуменията за партньорство и сътрудничество.
- Да се допринесе за мирното разрешаване на конфликта в Приднестровието Архив на оригинала от 2010-07-06 в Wayback Machine..

## КЪДЕ РАБОТЯТ?
Молдовско-украинската държавна граница е 1’222 км, състояща се от 955 км „зелена“ (земна) граница и 267 км на „синя“ (речна) граница. EUBAM обхваща цялата дължина чрез шест полеви офиса (3 от молдовска страна, 3 от украинска страна), Бюро за свръзка в Кишинев и Главно седалище в Одеса.

## КАК ЩЕ ИЗПЪЛНЯТ МИСИЯТА СИ?
EUBAM осигурява обучение по време на работа, техническа помощ и консултации на молдовската и украинската граничната охрана и митническите служби, укрепване на тяхната способност за справяне с митническите измами, откриването на случаи на контрабанда и трафик на хора и извършва ефективен граничен и митнически контрол и наблюдение на границата. Мисията осигурява курсове за обучение посветени на ключови въпроси за митническия и граничен контрол, като например: анализ на риска и техники за борба с контрабандата, организира учебни посещения в държавите членки на ЕС, за да се наблюдават най-добрите практики на ЕС и да се вземе участие в обмена на информация, и на всички нива се опитва да насърчи подобряване на междуведомственото сътрудничество и хармонизация в рамките на всяка държава, както и на трансгранично ниво между съответните слжби на Молдова и Украйна.
EUBAM провежда редовни съвместни гранични патрули с нейните партньори, както и специални съвместни операции за граничен контрол (JBCOs), най-новата от които – AKKERMAN 2011 – в резултат са конфискувани контрабандни пратки и са разкрити митнически измами на обща стойност 3,2 милиона евро, шест-кратно увеличаване в сравнение с TYRA 2010 (специална съвместна операция за граничен контрол). Подкрепата на EUBAM е от решаващо значение за създаването на Предварителна Система за Обмен на Информация (PAIES), която от април 2008 г. е дала на митническите служби на Молдова и Украйна начинът, по който те могат да споделят, имат бърз достъп и координират информация за вноса и износа, като по този начин се помага за справянето с митническите измами и други незаконни дейности.
EUBAM участва в две постоянни работни групи с граничните служби на приемащите страни: едната се фокусира върху незаконната миграция и трафика на хора, а другата върху контрабандата с оръжия, контрабанда и митнически измами. Тя (EUBAM) също така предоставя неутрални, технически становища относно изпълнението на Съвместната декларация (подписана от президентите на Молдова и Украйна – декември 2005 г.), което въвежда нов митнически режим, при който фирмите, базирани в Приднестровския район на Република Молдова, могат да получат достъп до Европейски търговски преференции за износа си, при условие, че се регистрират в митническите органи в Молдова. Стратегията на Пан-Европейското Интегрирано Управление на Границите (IBM) е централната част от Политиката за Сигурност на ЕС, а в Молдова и Украйна EUBAM също така подкрепя своите партньори в изпълнението на плановете за действие на Стратегията на Пан-Европейското Интегрирано Управление на Границите (IBM). Междувременно, Докладът-оценка на Общата Политика за Сигурност на Границите (CBSAR) позволява на EUBAM и на неговите партньори, да идентифицират нововъзникващите тенденции и да оценят рисковете по Молдовско/Украинската граница Архив на оригинала от 2013-09-21 в Wayback Machine.; а техническа експертиза е достъпна за партньорите в двете държави, участващи в разграничаване на общата граница. Мисията подпомага своите партньори с прилагането на планове за действие за либерализиране на визите.
Един от най-важните приоритети на Мисията е да се подкрепят инициативи, насочени към борба с корупцията. Мисията постоянно комуникира с граничните общности чрез пътни предавания и училищни презентации, и разпространява информационни материали по въпросите на граничния контрол и митническите процедури. Мисията също е домакин на антикорупционни и летни училища за студенти – в които ценностите на ЕС се насърчават – и към днешна дата са подписани споразумения за партньорство с шест университета в Одеса, Украйна и Кишинев, столицата на Молдова.

## Партньори
- Министерство на Външните работи на Украйна
- Министерство на Външните работи на Република Молдова
- Държавната гранична служба на Украйна
- Държавната гранична служба на Република Молдова
- Държавната митническа служба на Украйна
- Държавната митническа служба на Република Молдова

## БЮДЖЕТ И ДАРИТЕЛИ
Бюджетът на Мисията за периода 2011 – 13 г. е 21 милиона евро. В допълнение към финансирането от ЕК (Европейската Комисия) в рамките на Европейската Политика за Съседство и Партньорство, 19 държави членки осигуряват директен принос чрез финансиране на командировки на гранични специалисти от своите собствени служби за Мисията.

## ОСЪЩЕСТВЯВАНЕТО НА ПРОЕКТИ КЪМ 31.ДЕКЕМВРИ.2011
EUR 79 432 382

## ПОЛЕВИ ОФИСИ
1. Кишинев
2. Котовск
3. Кучурган
4. Одеса
5. Бесарабяска
6. Отаци

## СЪКРАЩЕНИЯ / АБРЕВИАТУРИ
- EUBAM – The European Union Border Assistance Mission
- UNDP – United Nations Development Program
- AoR – Area of Responsibility
- MoU – Memorandum of Understanding
- JBCOs – Joint Border-Control Operations
- PAIES – Pre-Arrival Information Exchange System
- IBM – Integrated Border Management
- CBSAR – Common Border Security Assessment Report